# 徐文盛
徐 文盛（じょ ぶんせい、生没年不詳）は、南朝梁の軍人。字は道茂。本貫は彭城郡。

## 経歴
北魏の将軍の徐慶之の子として生まれた。梁の天監初年、徐慶之が1000人あまりを率いて北魏から梁に帰順しようとしたが、その道中で死去した。文盛は父の部下を引き継いで梁に帰順し、功績を立て、武帝に優遇された。大同末年、持節・都督寧州諸軍事・寧州刺史となった。寧州では武力や刑罰と恩恵を両用した統治で諸民族を統御した。
太清2年（548年）、侯景の乱が起こると、文盛は兵を召募して数万人を集め、建康救援に向かった。湘東王蕭繹にこれを賞賛されて、持節・散騎常侍・左衛将軍・都督梁南秦沙東益巴北巴六州諸軍事・仁威将軍・秦州刺史に任じられ、侯景討伐の戦略を授けられた。太清4年（550年）10月、文盛は軍を率いて東下し、武昌で侯景の部将の任約と対峙した。12月、蕭繹が護軍将軍の尹悦・平東将軍の杜幼安・巴州刺史の王珣らを派遣し、文盛と合流させ、文盛の指揮下に入らせた。文盛は貝磯で任約を攻撃し、任約は敗れて西陽に退却した。文盛は蘆洲に進軍して、再び任約と対峙した。
太清5年（551年）3月、侯景が任約を救援すべく、2万の軍を率いて西上した。4月、侯景が西陽に到着した。さきに文盛の妻の石氏が建康にあったが、侯景がその身柄を文盛のもとに送り届けた。文盛はそのことを恩に感じて、侯景と戦おうとせず、諸将が侯景の水軍を攻撃しようと意見しても却下しつづけた。その態度は諸将の怒りを呼び、杜幼安・宋簉らが部下を率いて進軍し、侯景の水軍と戦って撃破し、その舟艦を鹵獲して凱旋した。侯景はひそかに騎兵を派遣して、間道を通り郢州を襲って陥落させたので、文盛らの東征軍の軍中は恐慌を起こして敗走した。文盛は荊州に逃げ帰り、蕭繹により城北面都督とされた。
文盛の収賄や汚職が甚だしかったため、蕭繹は激怒して、文盛の10の罪を列挙して、官位と爵位を剥奪した。文盛は兵権を失って、恨み言を漏らしていた。蕭繹はこのことを聞いて、文盛を獄に下した。ときに任約が捕らえられて文盛と同じく拘禁されていた。文盛が「おまえはどうして早く降伏せず、わたしをこんな目に遭わせたのか」と任約を責めると、任約は「門外に卿の馬跡を見なかったが、わたしをどのように降伏させることができたのか」と聞き返した。文盛は答えることはなく、獄中で死去した。

## 伝記資料
- 『梁書』巻46 列伝第40
- 『南史』巻64 列伝第54